# 660 Crescentia
Crescentia (asteroide 660) é um asteroide da cintura principal com um diâmetro de 42,24 quilómetros, a 2,2635097 UA. Possui uma excentricidade de 0,1064984 e um período orbital de 1 472,71 dias (4,03 anos).
Crescentia tem uma velocidade orbital média de 18,71325024 km/s e uma inclinação de 15,21514º.
Este asteroide foi descoberto em 8 de Janeiro de 1908 por Joel Metcalf.